# Альберт Вескер
Альберт Вескер (англ. Albert Wesker, яп. アルバート・ウェスカー Arubāto Wesukā) — вигаданий персонаж і головний антагоніст серії відеоігор у жанрі survival horror Resident Evil від Capcom.
У фільмах роль Вескера грають актори: Джейсон О'Мара («Оселя зла: Вимирання»), Шон Робертс («Оселя зла: Потойбічне життя», «Оселя зла: Відплата», «Оселя зла: Фінальна битва») та Том Гоппер («Оселя Зла: Вітаємо у Раккун-Сіті»).

## Біографія
Командир команди Альфа спеціального загону STARS (англ. Special Tactics And Rescue Service). Вескер є подвійним агентом корпорації Umbrella. За прямим розпорядженням Озвелла Е. Спенсера, власника і співзасновника Umbrella, він працював з вченим-вірусологом Вільямом Біркіном на Джеймса Маркуса.

## Поява у відеоіграх
- Resident Evil Zero
- Resident Evil
- Resident Evil Code: Veronica
- Resident Evil 4
- Resident Evil 5
- Resident Evil 6 (згадується)
- Resident Evil: The Umbrella Chronicles
- Resident Evil: The Darkside Chronicles
- Resident Evil: The Mercenaries 3D
- Resident Evil: Revelations 2 (режим «Raid»)

## Критика
У 2006 році інтернет-видання IGN помістило Вескера на 3-те місце у своєму списку найбільш незабутніх лиходіїв, у 2010 році зайняв 14-ту сходинку у рейтингу «Найкращі лиходії у відео-іграх.